# It's So Easy (canción de Guns N' Roses)
«It's So Easy» es una canción perteneciente a la banda estadounidense de hard rock Guns N' Roses, la cual aparece en su álbum debut Appetite for Destruction de 1987. Fue lanzado como su primer sencillo el 15 de junio de 1987 en Reino Unido y alcanzó el número 84 de sencillos más populares. Como lado B del vinilo 12" figuraron "Shadow of Your Love" y "Move to the city", las cuales fueron escritas por la banda cuando aún era Hollywood Rose, y fueron incluidas en el EP (Live from the Jungle). Move to the City ya había sido lanzada en el EP del año anterior Live ?!*@ Like a Suicide.

## Significado
Según una entrevista escrita publicada en Hit Parader del año 1988, Duff Mckagan, autor de la letra de la canción, mencionó que esta fue "inspirada" en lo fácil que les era conseguir mujeres en la zona de Sunset Strip en la época, simplemente por ser aspirantes a estrellas de rock, en ese entonces aún no tenían grandes cantidades de dinero, ni eran estrellas, pero siempre había chicas rondándolos, absolutamente todo el tiempo tenían mujeres, por lo que les era "demasiado fácil".
Finalmente, dice que después de haberse convertido en megaestrellas, esto se mantuvo, por lo que la frase "it so easy" siempre los acompaña.

## Video musical
El video de la canción, que aún puede encontrarse en algunas páginas web, nunca se publicó, ya que Erin Everly, novia de Axl, aparecía atada y vestida de sadomasoquista junto a Rose. Éste fue grabado entre el 10 y el 11 de octubre de 1989 en el club The Cathouse en Hollywood. Durante la separación de la pareja, Everly presentó el vídeo como una de las pruebas de los abusos sexuales a los que había sido sometida en la relación. Sin embargo, en la cuenta oficial de YouTube de la banda, se encuentra una grabación en vivo, en la que se muestra a la banda tocando, y una serie de imágenes.
El video fue publicado en la plataforma de YouTube en 2018.

## Listado de canciones
| Vinilo 7 |                  |          |  |
| N.º      | Título           | Duración |  |
| 1.       | «It's So Easy»   | 3:22     |  |
| 2.       | «Mr. Brownstone» | 3:47     |  |

| Vinilo 12 |                                  |          |  |
| N.º       | Título                           | Duración |  |
| 1.        | «It's So Easy»                   | 3:22     |  |
| 2.        | «Mr. Brownstone» ((Alternativa)) | 3:47     |  |
| 3.        | «Shadow of Your Love»            | 3:03     |  |
| 4.        | «Move to the City»               | 3:41     |  |

## Personal
- Axl Rose: Voz.
- Slash: Guitarra solista.
- Izzy Stradlin: Guitarra rítmica y coros.
- Duff McKagan: Bajo y segunda voz.
- Steven Adler: Batería.

## Posiciones en listas
| Lista                          | Posición |
| ------------------------------ | -------- |
| Reino Unido (UK Singles Chart) | 84       |